# HBV Jena 90
Der HBV Jena 90 e. V. ist ein Handballverein, der dem Thüringer Handball-Verband (THV) angehört. Aktuell hat der Verein ca. 500 Mitglieder, wovon ca. 50 % aus Kindern und Jugendlichen besteht.

## Geschichte
Am 19. Mai 1990 schlossen sich Handballer aus den Vereinen BSG Carl Zeiss Jena, BSG Jenaer Glaswerk, Dynamo Jena und SG Zeiss Uni Jena zusammen und gründeten den „Handballverein Jena 90 e. V.“. Durch die hervorragende Platzierung (4. Platz der DDR-Liga) der Damenmannschaft im Vorjahr der Gründung, hatten sie die Berechtigung zur Teilnahme an der 2. Bundesliga. Am Ende der Saison musste der Abstieg hingenommen werden, allerdings machte man sich einen Namen in der Region. Die Regionalliga des Südwestdeutschen Handballverbandes (Hessen, Rheinland-Pfalz, Thüringen, Saarland) war fortan die sportliche Heimat der Damen. Anschließend etablierte sich die Mannschaft in der Thüringenliga (5. Liga). Lediglich ein Aufstieg in die Mitteldeutsche Oberliga (4. Liga) in der Saison 2009/2010 stand zu Buche. Nach mehreren starken Saisons in der Spitzengruppe der Thüringenliga belohnten sich die Damen mit dem Aufstiegsrecht zur Mitteldeutschen Oberliga in der Saison 2019/20. Seit der Saison 2020/21 spielen sie in der vierthöchsten Spielklasse Deutschlands.
Ebenso wie im Damenbereich gibt es im Herrenbereich drei Mannschaften. Nach dem Sieg der 1. Herrenmannschaft im Thüringenpokal im Jahr 2011, stiegen die Herren ein Jahr später in Thüringens höchste Spielklasse auf. Nach einigen Saisons mit starken Leistungen folgte in der Saison 2017/18 der Aufstieg in die 4. Liga, in die Mitteldeutsche Oberliga 1. Herrenmannschaft des HBV Jena 90 e.V. löste sich aus dem Verein heraus und bildet eine Spielbetriebs-GmbH, welche vom Geschäftsführer Sergio Ruiz Casanova geleitet wird. Der Weg soll weiter nach oben in höhere Ligen führen.
Ein sehr großes Augenmerk legt der Verein auf die kontinuierliche Entwicklung des 1. Jugendbereiches. Es nehmen acht Mannschaften erfolgreich am Spielbetrieb im Thüringer Handball-Verband teil. Außerdem betreut der Verein die HBV Minis, eine Vorschulgruppe. Über den Vereinssport engagiert sich der HBV Jena 90 e.V. auch mit sieben Arbeitsgemeinschaften, welche durch ehrenamtliche Übungsleiter des Vereins an den Schulen geleitet werden. Zur weiteren Förderung der Sportart Handball entstand 2020 die HBV-Schultour. Ebenso werden im Jahr 2021 zum ersten Mal Schüler am Sportgymnasium für die Sportart Handball eingeschult. Durch diese Aktionen gelang es in den letzten Jahren den Zulauf an Kindern und Jugendlichen zu stärken und dadurch gehört der HBV Jena 90 e.V. zu den mitgliedsstärksten Vereinen im Thüringer-Handball-Verband. Doch nicht nur im aktiven Spielbetrieb ist der Verein aktiv; ebenso wird ehemaligen verdienten Sportlerinnen und Sportlern wöchentlich die Möglichkeit geboten, gemeinsam zu trainieren.

## Ziele
Zu den großen langfristigen Zielen des HBV Jena 90 gehören vor allem die Aufnahme der Sportart Handball am Sportgymnasium Jena. Des Weiteren sollen sich die 1. Mannschaften in den Mitteldeutschen Oberliga etablieren und weiterentwickeln. Abgesehen vom Spielbetrieb wird der Ausbau der Öffentlichkeitsarbeit durch verschiedene Projekte angestrebt.

## Projekte
- Schultour 2020/2021
- Integration durch Sport
- Erhalt des Kinderschutzsiegels des LSB Thüringen --> Präventionskonzept des HBV Jena 90 e.V.
- Teilnahme am „World CleanupDay“
- vielfältige digitale und sportliche Angebote während der Corona-Pandemie
- Mitgliedergewinnung & Öffentlichkeitsarbeit in den sozialen Medien --> SocialMedia - Leitfaden
- verstärkte lokale Pressearbeit
- Sponsorengewinnung
- Förderung und Weiterbildung unserer Trainer und Schiedsrichter
- Ferienangebote z. B. „Handballschule ChrischaHannawald“
- Handballarena Jena
- Corona-Challenges

## Erfolge
- 2. Platz „Sterne des Sports“ in Bronze, Oktober 2020
- THV-Vereinsförderpreis Nachwuchs, Dezember 2020
- THV-Umweltpreis, Dezember 2020
- anerkannter Stützpunktverein „Integration durch Sport“ des DOSB seit 10 Jahren
- Teilnahme Aktion „Hauptsache Muskelkater“ des LSB Thüringen
- Kinder- & Jugend-Umweltpreis 2021 der Stadt Jena

## Mannschaften
- 1. Herren: Mitteldeutsche Oberliga
- 2. Herren: Thüringenliga Staffel I
- 3. Herren: Landesliga Staffel I
- 4. Herren: Verbandsklasse Staffel I
- 1. Damen: Thüringenliga Staffel I
- 2. Damen: Landesliga Staffel I